# (5449) 1992 US5
(5449) 1992 US5 là một tiểu hành tinh vành đai chính. Nó được phát hiện bởi Seiji Ueda và Hiroshi Kaneda ở Kushiro, Hokkaidō, ngày 28 tháng 10 năm 1992.